# Людвиг Фридрих Прусский
Фридрих Людвиг Христиан Прусский (также Луи Фердинанд, нем. Friedrich Ludwig Christian von Preußen; 18 ноября 1772, Берлин — 13 октября 1806, Заальфельд) — прусский принц, композитор и командир эпохи Наполеоновских войн, генерал-лейтенант (21 мая 1799).

## Биография
Сын младшего брата Фридриха II принца Августа Фердинанда и принцессы Луизы Бранденбург-Шведтской.
Начал военную службу 1 марта 1789 года в чине капитана. С 12 апреля 1790 года — подполковник. С 9 июня 1791 года — полковник. В войне с революционной Францией 1792—1795 годов отличился в 1793 году во время осады Майнца. Получил в командование полк. С 17 июля 1793 года — генерал-майор.
После Базельского мира был сторонником возобновления войны против Франции. В начале кампании 1806 года возглавил развёрнутый у Рудольштадта авангард корпуса Гогенлоэ.

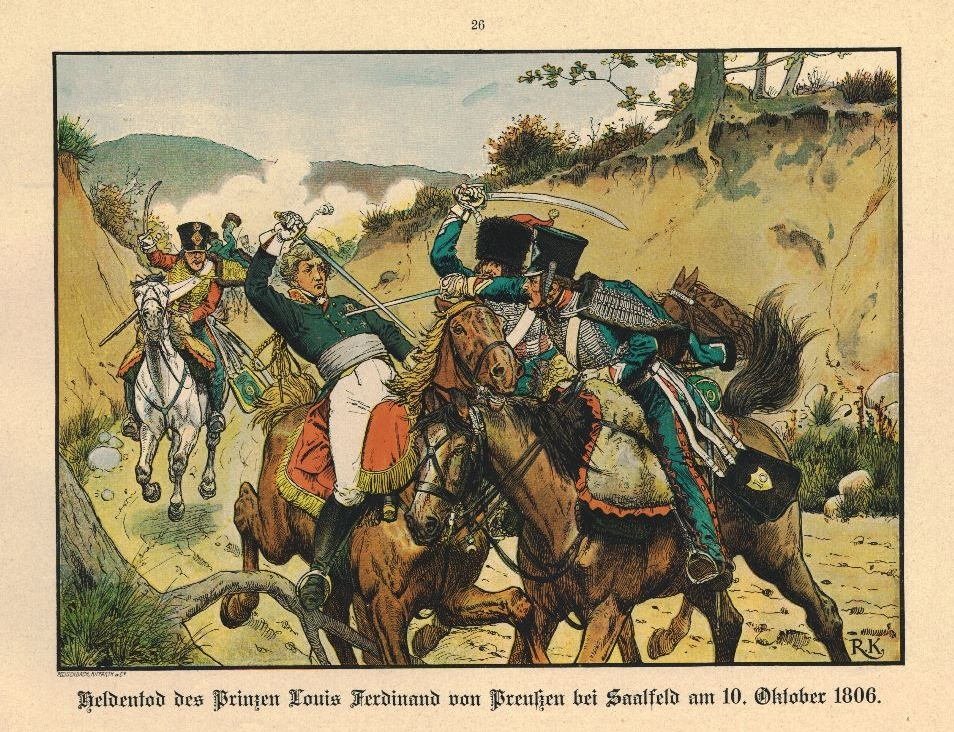
Героическая гибель Людвига Фридриха

10 октября при Заальфельде во главе 8,3-тысячного отряда атаковал 5-й корпус маршала Ланна. Отряд принца был практически полностью уничтожен. Напрасно он пытался сплотить разбегавшиеся части. Пробовал пробиться к Шварцу, но сержант-квартирмейстер Гуине (фр. Guindey, в разных источниках также Гиндей, Жинди, Гинди, Ганди) из 10-го гусарского полка настиг его и после краткой схватки заколол саблей.
Похоронен в крипте Гогенцоллернов в Берлинском кафедральном соборе. В 1823 году его сестра княгиня Луиза Радзивилл поставила ему памятник на поле сражения.

## Музыкальное творчество
Был хорошим музыкантом, хотя и не обладал солидной подготовкой. В его сочинениях есть немало заимствованного у Бетховена, горячим поклонником которого он был. Людвиг написал: квинтет (op. 1) для фортепиано и струнного квартета, октет для фортепиано, кларнета, 2 валторн, 2 скрипок и 2 виолончелей, ноктюрн для фортепиано, флейты и струнного трио, Larghetto с вариациями для фортепиано и струнного квартета (с контрабасом), 2 фортепианных квартета (Es-dur op. 5, и F-moll, op. 6), Andante для фортепианного квартета, 3 фортепианных трио, 4-голосную фортепианную фугу, вариации для фортепиано и рондо с оркестром.
Людвиг ван Бетховен посвятил ему свой третий фортепианный концерт, что свидетельствует о высоком уважении к его игре на фортепиано.

## Образ в кино
- «Кольберг» (1945) — актёр Яспар фон Эрцен